# Brochów (gmina)
Pour les articles homonymes, voir Brochów.
La gmina de Brochów est une commune (Gmina) rurale de la voïvodie de Mazovie et du powiat de Sochaczew. 
Elle s'étend sur 116,76 km2 et comptait 4 258 habitants  en 2006. 
Son siège administratif est le village de Brochów qui se situe à environ 11 kilomètres au nord de Sochaczew et à 52 kilomètres à l'ouest de Varsovie.

## Géographie
La gmina inclut les villages et localités de: 

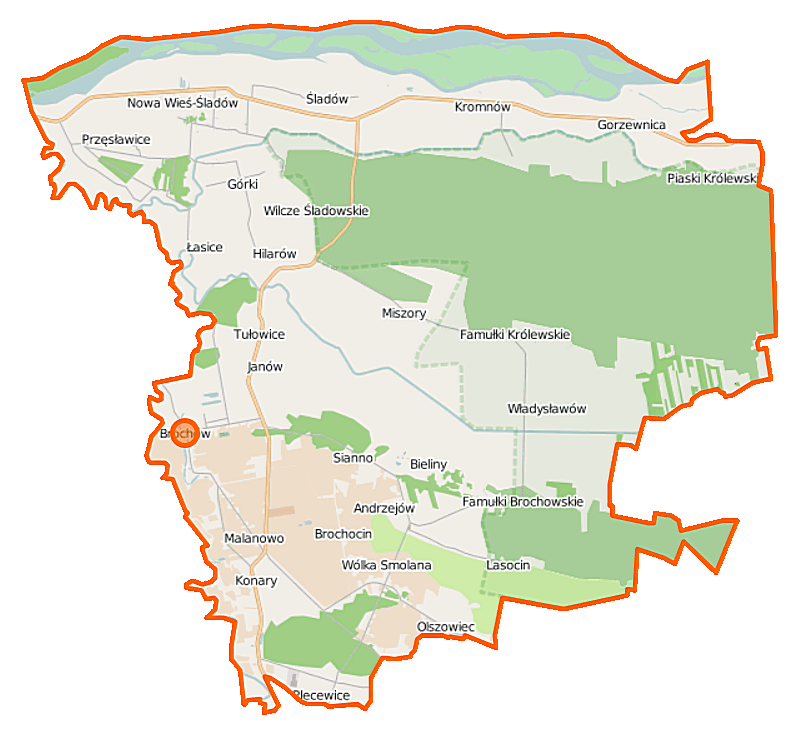
Plan de la gmina

- Andrzejów
- Bieliny
- Brochocin
- Brochów
- Brochów-Kolonia
- Famułki Brochowskie
- Famułki Królewskie
- Górki
- Gorzewnica
- Hilarów
- Janów
- Janówek
- Konary
- Kromnów
- Łasice
- Lasocin
- Malanowo
- Miszory
- Nowa Wieś-Śladów
- Olszowiec
- Piaski Duchowne
- Piaski Królewskie
- Plecewice
- Przęsławice
- Sianno
- Tułowice
- Wilcze Śladowskie
- Wilcze Tułowskie
- Wólka Smolana

### Gminy voisines
La gmina de Brochów est voisine de:

la  ville de:
- Sochaczew

et des gminy de:
- Czerwińsk nad Wisłą
- Kampinos
- Leoncin
- Młodzieszyn
- Sochaczew
- Wyszogród

## Structure du terrain
D'après les données de 2002, la superficie de la commune de Brochów est de 116,76 km2, répartis comme telle :
- terres agricoles : 53%
- forêts : 38%

La commune représente 15,97% de la superficie du powiat.

## Démographie
Données du 30 juin 2004 :
| Description        | Total  | Total | Femmes | Femmes | Hommes | Hommes |
| ------------------ | ------ | ----- | ------ | ------ | ------ | ------ |
| Unité              | Nombre | %     | Nombre | %      | Nombre | %      |
| Population         | 4 234  | 100   | 2 117  | 50     | 2 117  | 50     |
| Densité (hab./km²) | 36,3   | 36,3  | 18,1   | 18,1   | 18,1   | 18,1   |